# Geza
Geza je moško osebno ime.

## Izvor imena
Ime Geza je prišlo k nam od Madžarov. Po izvoru je to plemiško ime še iz poganskega obdobja, turškega izvora, povezano verjetno z besedo jeg, kar je bila označba vojaške stopnje.

## Različice imena
Imre

## Tujejezikovne oblike imena
- pri Madžarih: Geza, Gejza, Geyza, Gesca, Gyesca
- pri Slovakih: Gejza

## Pogostost imena
Po podatkih Statističnega urada Republike Slovenije je bilo na dan 31. decembra 2007 v Sloveniji število moških oseb z imenom Geza: 268.

## Osebni praznik
V madžarskem koledarju je ime  Geza zapisano 25. februarja, 8. maja in 6. avgusta 

## Znani nosilci imena
- Geza Erniša (1952-2022), slovenski evangeličanski škof